# Пендиково
Пендиково (фин. Järvi) — упразднённая деревня на территории Нурминского сельского поселения Тосненского района Ленинградской области.

## История
Как деревня Лускарова она обозначаена на «Географическом чертеже Ижорской земли» Адриана Шонбека 1705 года.
Деревня Пендикова упоминается на карте Санкт-Петербургской губернии Ф. Ф. Шуберта 1855 года.

ПЕНДИКОВА — деревня, принадлежит наследникам генерала от инфантерии Александра Балашева, число жителей по ревизии: 21 м. п., 28 ж. п. (1838 год)

На этнографической карте Санкт-Петербургской губернии П. И. Кёппена 1849 года упомянута как деревня «Järwis», расположенная в ареале расселения савакотов.
В пояснительном тексте к этнографической карте она записана как деревня Järwis (Пендикова), финское население которой по состоянию на 1848 год составляли савакоты — 15 м. п., 31 ж. п., всего 46 человек, а также присутствовало русское население, количество которого не указано.
Деревня Пендикова обозначена на карте профессора С. С. Куторги 1852 года.

ПЕНДИКОВА — деревня господина Балашева, по почтовому тракту и по прочим дорогам, число дворов — 7, число душ — 16 м. п. (1856 год)

Число жителей деревни по X-ой ревизии 1857 года: 16 м. п., 25 ж. п..

ПЕНДИКОВО — деревня владельческая при колодцах, число дворов — 11, число жителей: 15 м. п., 24 ж. п. (1862 год)

Согласно подворной переписи 1882 года в деревне проживали 15 семей, число жителей: 36 м. п., 41 ж. п.; разряд крестьян — собственники земли. Основные промыслы: лесные промыслы, драньё коры, сельское хозяйство.
В конце XIX — начале XX века деревня находилась в составе Шапкинской волости 1-го стана Шлиссельбурского уезда Санкт-Петербургской губернии.

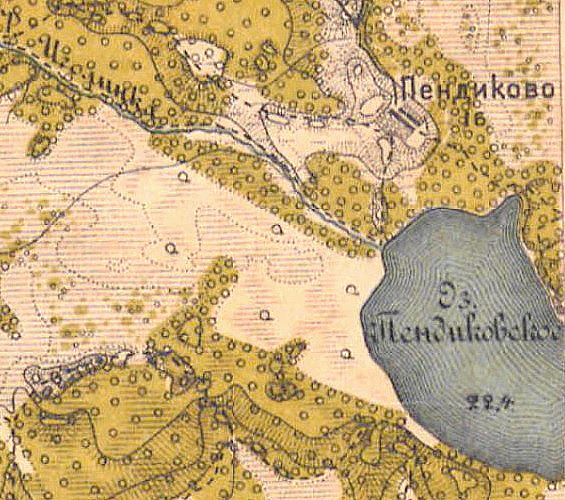
Деревня Пендиково на карте 1913 года

В 1913 году деревня Пендиково насчитывала 16 крестьянских дворов.
С 1917 по 1921 год деревня входила в состав Пендиковского сельсовета Шапкинской волости Шлиссельбургского уезда.
С января 1922 года — в составе Эстонского сельсовета.
С февраля 1923 года — в составе Нурминского сельсовета Лезьенской волости Ленинградского уезда.
С февраля 1924 года — в составе Эстонского сельсовета.

ПЕНДИКОВО — деревня Эстонского сельсовета, 46 хозяйств из них 20 некрестьянских, 129 душ.
 
Из них: савакотов — 19 хозяйств, 77 душ (40 м. п., 37 ж. п.); русских — 27 хозяйств, 52 души  (35 м. п., 17 ж. п.);(1926 год)

С февраля 1927 года — в составе Ульяновской волости, с августа 1927 года, в составе Колпинского района.
С июля 1930 года в составе Эстонского сельсовета Тосненского района.

План деревни Пендиково. 1931 год

Согласно топографической карте 1931 года деревня насчитывала 34 крестьянских двора.
По данным 1933 года деревня Пендиколово (sic) входила в состав Эстонского национального сельсовета Тосненского района.
С 1939 года в составе Шапкинского сельсовета.
В 1940 году население деревни Пендиково составляло 199 человек.
До начала Великой Отечественной войны в деревне проживало финское население.
С сентября 1941-го по декабрь 1943 года деревня находилась в оккупации.
В 1955 году население деревни Пендиково составляло 10 человек.
С 1956 года в деревне населения нет.
В 1971 году деревня была снята с учёта из-за отсутствия населения.

## География
Деревня располагалась в северной части района к югу от автодороги 41А-003 (Кемполово — Выра — Шапки).
Пендиково находилось на северном берегу озеро Пендиковского озера, к востоку от реки Иголинка.